# Daniel Giger
Daniel Giger   (Berna, 13 d'octubre de 1949) és un tirador d'esgrima suís, ja retirat, especialista en espasa, que va competir durant les dècades de 1970 i 1980.
El 1972 va prendre part en els Jocs Olímpics d'Estiu de Hèlsinki, on disputà dues proves del programa d'esgrima. En la prova d'espasa per equips guanyà la medalla de plata, mentre en la d'espasa individual quedà eliminat en quarts de final. Quatre anys més tard, als Jocs de Mont-real, guanyà la medalla de bronze en la prova d'espasa per equips. Durant la cerimònia de clausura d'aquests Jocs fou l'encarregat de dur la bandera suïssa. El 1984, a Los Angeles, disputà, sense sort, els seus tercers i darrers Jocs Olímpics.
En el seu palmarès també destaquen sis medalles al Campionat del món d'esgrima, quatre de plata i dues de bronze, entres les edicions de 1970 i 1983.